# ثيادورا أميرة اليونان والدنمارك
وباليونانية (Πριγκίπισσα Θεοδώρα της Ελλάδας και Δανίας)، ولدت في 30 مايو 1906 بجزيرة كورفو في اليونان، وتوفيت في 16 أكتوبر 1969. وهي أبنة أندرو أمير اليونان والدنمارك وأليس أميرة باتنبرغ.